# Aachener Turn- und Sportverein Alemannia 1900 1978-1979
Questa voce raccoglie le informazioni riguardanti l'Aachener Turn- und Sportverein Alemannia 1900 nelle competizioni ufficiali della stagione 1978-1979.

## Stagione
Nella stagione 1978-1979 l'Alemannia, allenato da Erhard Ahmann, concluse il campionato di 2. Bundesliga al 7º posto. In Coppa di Germania l'Alemannia fu eliminato al terzo turno dal Fortuna Düsseldorf.

## Rosa
| N. |                     | Ruolo | Calciatore         |
| -- | ------------------- | ----- | ------------------ |
|    | Germania (bandiera) | P     | Wolfgang Dramsch   |
|    | Germania (bandiera) | P     | Johannes Kau       |
|    | Germania (bandiera) | D     | Josef Bläser       |
|    | Germania (bandiera) | D     | Manfred Jansen     |
|    | Spagna (bandiera)   | D     | Jo Montanes        |
|    | Germania (bandiera) | D     | Werner Malischke   |
|    | Germania (bandiera) | D     | Willi Reuter       |
|    | Germania (bandiera) | C     | Helmut Balke       |
|    | Germania (bandiera) | C     | Werner Bertrams    |
|    | Germania (bandiera) | C     | Hubert Clute-Simon |
|    | Germania (bandiera) | C     | Uwe Finnern        |

| N. |                     | Ruolo | Calciatore        |
| -- | ------------------- | ----- | ----------------- |
|    | Germania (bandiera) | C     | Helmut Frantzen   |
|    | Germania (bandiera) | C     | Wolfgang Glock    |
|    | Germania (bandiera) | C     | Dietmar Poqué     |
|    | Germania (bandiera) | C     | Stefan Rausch     |
|    | Germania (bandiera) | C     | Michael Schleiden |
|    | Germania (bandiera) | C     | Helmut Schütt     |
|    | Germania (bandiera) | A     | Heinz-Josef Kehr  |
|    | Germania (bandiera) | A     | Rolf Kucharski    |
|    | Germania (bandiera) | A     | Winfried Stradt   |
|    | Germania (bandiera) | A     | Christian van Dyk |

## Organigramma societario
Area tecnica
- Allenatore: Erhard Ahmann
- Allenatore in seconda: Willi Haag
- Preparatore dei portieri:
- Preparatori atletici:

## Calciomercato

### Sessione estiva
| Acquisti | Acquisti         | Acquisti                | Acquisti |
| R.       | Nome             | da                      | Modalità |
| -------- | ---------------- | ----------------------- | -------- |
| C        | Uwe Finnern      | Uerdingen 05            |          |
| C        | Werner Bertrams  | Alemannia Aquisgrana II |          |
| P        | Wolfgang Dramsch | Osnabrück               |          |
| A        | Heinz-Josef Kehr | TeBe Berlino            |          |
| A        | Winfried Stradt  | TeBe Berlino            |          |

| Cessioni | Cessioni           | Cessioni         | Cessioni |
| R.       | Nome               | a                | Modalità |
| -------- | ------------------ | ---------------- | -------- |
| A        | Klaus-Dieter Bone  | Fortuna Colonia  |          |
| C        | Franz-Josef Breuer | Union Solingen   |          |
| P        | Ulrich Gelhard     | Wuppertal        |          |
| C        | Heinz Otten        | TuS Langerwehe   |          |
| A        | Hans Schefczyk     | Siegburger SV 04 |          |
| C        | Holger Zippel      | FV Bad Honnef    |          |

### Sessione invernale
| Acquisti | Acquisti           | Acquisti             | Acquisti |
| R.       | Nome               | da                   | Modalità |
| -------- | ------------------ | -------------------- | -------- |
| C        | Hubert Clute-Simon | Rot-Weiß Lüdenscheid |          |

| Cessioni | Cessioni           | Cessioni    | Cessioni |
| R.       | Nome               | a           | Modalità |
| -------- | ------------------ | ----------- | -------- |
| C        | Karl-Heinz Haymann | Wettingen   |          |
| C        | Heiko Mertes       | Hannover 96 |          |

## Risultati

### 2. Bundesliga

#### Girone di andata
| Aquisgrana 28 luglio 1978 1ª giornata | Alemannia Aquisgrana | 0 – 0 referto | St. Pauli | Stadio Tivoli (16 000 spett.)\| Arbitro: \| Wuttke \| |
| Arbitro:                              | Wuttke               |               |           |                                                       |

| Arbitro: | Fiene |

|                           |           |                 |
| Pinkall 27’ Czizewski 75’ | Marcatori | 43’, 57’ Stradt |

| Arbitro: | Ahlenfelder |

|                        |           |                     |
| Stradt 19’, 34’ (rig.) | Marcatori | 9’ Lücke 14’ Kosien |

| Arbitro: | Meijerink |

|            |           |  |
| Breuer 90’ | Marcatori |  |

| Arbitro: | Risse |

|              |           |  |
| Montanes 75’ | Marcatori |  |

| Arbitro: | Richter |

|                |           |                   |
| Offermanns 56’ | Marcatori | 35’ (rig.) Stradt |

| Arbitro: | Milkert |

|                   |           |                     |
| Anders 19’ (aut.) | Marcatori | 82’ Schatzschneider |

| Arbitro: | Zittrich |

|                                            |           |  |
| Petković 44’ Jürgens 69’, 70’ Grünther 87’ | Marcatori |  |

| Arbitro: | Hennig |

|                            |           |          |
| Hansen 14’ Stolzenburg 42’ | Marcatori | 53’ Kehr |

| Arbitro: | Winkler |

|                                        |           |  |
| Stradt 13’ Kehr 20’, 60’ Kucharski 34’ | Marcatori |  |

| Arbitro: | Barnick |

|  |           |           |
|  | Marcatori | 87’ Balke |

| Arbitro: | Weber |

|  |           |             |
|  | Marcatori | 74’ Reiners |

| Arbitro: | Risse |

|  |           |             |
|  | Marcatori | 7’ Bertrams |

| Arbitro: | Schütte |

|            |           |               |
| Bläser 82’ | Marcatori | 52’ Stegmayer |

| Arbitro: | Pauly |

|                                 |           |  |
| Brücken 15’ Bertrams 74’ (aut.) | Marcatori |  |

| Arbitro: | Wichmann |

|                                       |           |  |
| Stradt 24’, 74’ Kehr 54’ Bertrams 85’ | Marcatori |  |

| Arbitro: | Waltert |

|                           |           |              |
| Haltenhof 48’ Stelzer 60’ | Marcatori | 27’ Bertrams |

| Arbitro: | Fiene |

|                                          |           |  |
| Kehr 2’, 67’, 84’ (rig.) Clute-Simon 63’ | Marcatori |  |

| Arbitro: | Wahmann |

|                   |           |                               |
| Dramsch 4’ (aut.) | Marcatori | 30’ Kehr 32’, 42’ Clute-Simon |

#### Girone di ritorno
| Amburgo 24 aprile 1979 20ª giornata | St. Pauli | 0 – 0 referto | Alemannia Aquisgrana | Wilhelm-Koch-Stadion (900 spett.)\| Arbitro: \| Gabor \| |
| Arbitro:                            | Gabor     |               |                      |                                                          |

| Aquisgrana 20 gennaio 1979 21ª giornata | Alemannia Aquisgrana | 0 – 0 referto | Viktoria Colonia | Stadio Tivoli (5 000 spett.)\| Arbitro: \| Pauly \| |
| Arbitro:                                | Pauly                |               |                  |                                                     |

| Arbitro: | Hennig |

|                |           |            |
| Eigenwillig 4’ | Marcatori | 60’ Stradt |

| Arbitro: | Möller |

|                                        |           |             |
| Stradt 60’ (rig.) Balke 74’ Rausch 85’ | Marcatori | 69’ Seegler |

| Arbitro: | Redelfs |

|                                     |           |  |
| Mannebach 6’ Meininger 53’ Mill 72’ | Marcatori |  |

| Arbitro: | Eschenbach |

|                                               |           |                     |
| Stradt 13’, 33’, 40’ Kehr 14’ Clute-Simon 73’ | Marcatori | 64’, 86’ Offermanns |

| Arbitro: | Broska |

|                     |           |            |
| Schatzschneider 20’ | Marcatori | 76’ Stradt |

| Arbitro: | Hennig |

|              |           |  |
| Bertrams 82’ | Marcatori |  |

| Arbitro: | Heymann |

|            |           |           |
| Stradt 55’ | Marcatori | 54’ Vogel |

| Arbitro: | Wahmann |

|             |           |  |
| Lüttges 68’ | Marcatori |  |

| Arbitro: | Risse |

|                     |           |  |
| Stradt 9’, 36’, 85’ | Marcatori |  |

| Arbitro: | Ahlenfelder |

|                                           |           |  |
| Schmitt 28’, 31’ Zyla 67’, 85’ Zimmer 81’ | Marcatori |  |

| Arbitro: | Richter |

|                               |           |                                                                  |
| Schütt 4’ Stradt 43’ Kehr 49’ | Marcatori | 14’ Bals 53’ Sinnigen 67’ Fritsche 82’ Brexendorf 88’ Beverungen |

| Arbitro: | Wuttke |

|            |           |  |
| Ludwig 71’ | Marcatori |  |

| Arbitro: | Waltert |

|          |           |                                                 |
| Kehr 70’ | Marcatori | 14’ Bruckmann 22’ Szech 43’ Schulze 69’ Brücken |

| Hannover 12 maggio 1979 35ª giornata | Arminia Hannover | 0 – 0 referto | Alemannia Aquisgrana | Stadion am Bischofsholer Damm (8 000 spett.)\| Arbitro: \| Reichmann \| |
| Arbitro:                             | Reichmann        |               |                      |                                                                         |

| Arbitro: | Kespohl |

|                                                |           |  |
| Clute-Simon 12’ Rausch 57’ Kehr 65’ Stradt 79’ | Marcatori |  |

| Arbitro: | Schütte |

|                       |           |                             |
| Schock 49’ Wagner 85’ | Marcatori | 47’, 51’, 79’ (rig.) Stradt |

| Arbitro: | Filipiak |

|             |           |  |
| van Dyk 15’ | Marcatori |  |

### Coppa di Germania
| Arbitro: | Hennig |

|                                            |           |            |
| Stradt 42’ (rig.) Kehr 60’, 66’ Mertes 89’ | Marcatori | 9’ Ascherl |

| Arbitro: | Engelmann |

|                    |           |                               |
| Schatzschneider 3’ | Marcatori | 10’ Kehr 82’ Stradt 84’ Balke |

| Arbitro: | Quindeau |

|                     |           |          |
| Seel 26’ Allofs 75’ | Marcatori | 12’ Kehr |

## Statistiche

### Statistiche di squadra
| Competizione      | Punti | In casa | In casa | In casa | In casa | In casa | In casa | In trasferta | In trasferta | In trasferta | In trasferta | In trasferta | In trasferta | Totale | Totale | Totale | Totale | Totale | Totale | DR  |
| Competizione      | Punti | G       | V       | N       | P       | Gf      | Gs      | G            | V            | N            | P            | Gf           | Gs           | G      | V      | N      | P      | Gf     | Gs     | DR  |
| ----------------- | ----- | ------- | ------- | ------- | ------- | ------- | ------- | ------------ | ------------ | ------------ | ------------ | ------------ | ------------ | ------ | ------ | ------ | ------ | ------ | ------ | --- |
| 2. Bundesliga     | 40    | 19      | 10      | 6       | 3       | 39      | 18      | 19           | 4            | 6            | 9            | 15           | 29           | 38     | 14     | 12     | 12     | 54     | 47     | +7  |
| Coppa di Germania | -     | 1       | 1       | 0       | 0       | 4       | 1       | 2            | 1            | 0            | 1            | 4            | 3            | 3      | 2      | 0      | 1      | 8      | 4      | +4  |
| Totale            | 40    | 20      | 11      | 6       | 3       | 43      | 19      | 21           | 5            | 6            | 10           | 19           | 32           | 41     | 16     | 12     | 13     | 62     | 51     | +11 |

### Andamento in campionato
| Giornata  | 1  | 2  | 3 | 4  | 5 | 6  | 7 | 8  | 9  | 10 | 11 | 12 | 13 | 14 | 15 | 16 | 17 | 18 | 19 | 20 | 21 | 22 | 23 | 24 | 25 | 26 | 27 | 28 | 29 | 30 | 31 | 32 | 33 | 34 | 35 | 36 | 37 | 38 |
| --------- | -- | -- | - | -- | - | -- | - | -- | -- | -- | -- | -- | -- | -- | -- | -- | -- | -- | -- | -- | -- | -- | -- | -- | -- | -- | -- | -- | -- | -- | -- | -- | -- | -- | -- | -- | -- | -- |
| Luogo     | C  | T  | C | T  | C | T  | C | T  | T  | C  | T  | C  | T  | C  | T  | C  | T  | C  | T  | T  | C  | T  | C  | T  | C  | T  | C  | C  | T  | C  | T  | C  | T  | C  | T  | C  | T  | C  |
| Risultato | N  | N  | N | P  | V | N  | N | P  | P  | V  | V  | P  | V  | N  | P  | V  | P  | V  | V  | N  | N  | N  | V  | P  | V  | N  | V  | N  | P  | V  | P  | P  | P  | P  | N  | V  | V  | V  |
| Posizione | 11 | 10 | 9 | 13 | 9 | 12 | 9 | 12 | 16 | 13 | 11 | 13 | 9  | 9  | 11 | 9  | 11 | 7  | 6  | 6  | 6  | 5  | 5  | 8  | 7  | 8  | 8  | 7  | 7  | 7  | 7  | 8  | 8  | 10 | 10 | 8  | 8  | 7  |

Legenda:

Luogo: C = Casa; T = Trasferta. Risultato: V = Vittoria; N = Pareggio; P = Sconfitta.

### Statistiche dei giocatori
| Giocatore      | 2. Bundesliga | 2. Bundesliga | 2. Bundesliga | 2. Bundesliga | Coppa di Germania | Coppa di Germania | Coppa di Germania | Coppa di Germania | Totale   | Totale | Totale      | Totale     |
| Giocatore      | Presenze      | Reti          | Ammonizioni   | Espulsioni    | Presenze          | Reti              | Ammonizioni       | Espulsioni        | Presenze | Reti   | Ammonizioni | Espulsioni |
| -------------- | ------------- | ------------- | ------------- | ------------- | ----------------- | ----------------- | ----------------- | ----------------- | -------- | ------ | ----------- | ---------- |
| H. Balke       | 38            | 2             | 4             | 0             | 3                 | 1                 | 2                 | 0                 | 41       | 3      | 6           | 0          |
| W. Bertrams    | 22            | 4             | 0             | 0             | 3                 | 0                 | 0                 | 0                 | 25       | 4      | 0           | 0          |
| J. Bläser      | 27            | 1             | 6             | 0             | 2                 | 0                 | 0                 | 0                 | 29       | 1      | 6           | 0          |
| H. Clute-Simon | 21            | 5             | 0             | 0             | 0                 | 0                 | 0                 | 0                 | 21       | 5      | 0           | 0          |
| W. Dramsch     | 38            | 0             | 0             | 0             | 3                 | 0                 | 0                 | 0                 | 41       | 0      | 0           | 0          |
| U. Finnern     | 21            | 0             | 5             | 0             | 1                 | 0                 | 0                 | 0                 | 22       | 0      | 5           | 0          |
| H. Frantzen    | 8             | 0             | 0             | 0             | 1                 | 0                 | 0                 | 0                 | 9        | 0      | 0           | 0          |
| W. Glock       | 15            | 0             | 1             | 0             | 1                 | 0                 | 0                 | 0                 | 16       | 0      | 1           | 0          |
| K. Haymann     | 4             | 0             | 0             | 0             | 0                 | 0                 | 0                 | 0                 | 4        | 0      | 0           | 0          |
| M. Jansen      | 11            | 0             | 0             | 0             | 0                 | 0                 | 0                 | 0                 | 11       | 0      | 0           | 0          |
| J. Kau         | 0             | 0             | 0             | 0             | 0                 | 0                 | 0                 | 0                 | 0        | 0      | 0           | 0          |
| H. Kehr        | 38            | 12            | 4             | 0             | 3                 | 4                 | 0                 | 0                 | 41       | 16     | 4           | 0          |
| R. Kucharski   | 24            | 1             | 5             | 0             | 2                 | 0                 | 0                 | 0                 | 26       | 1      | 5           | 0          |
| W. Malischke   | 0             | 0             | 0             | 0             | 0                 | 0                 | 0                 | 0                 | 0        | 0      | 0           | 0          |
| H. Mertes      | 16            | 0             | 0             | 0             | 3                 | 1                 | 0                 | 0                 | 19       | 1      | 0           | 0          |
| J. Montanes    | 38            | 1             | 4             | 0             | 3                 | 0                 | 0                 | 0                 | 41       | 1      | 4           | 0          |
| D. Poqué       | 0             | 0             | 0             | 0             | 0                 | 0                 | 0                 | 0                 | 0        | 0      | 0           | 0          |
| S. Rausch      | 28            | 2             | 0             | 0             | 3                 | 0                 | 0                 | 0                 | 31       | 2      | 0           | 0          |
| W. Reuter      | 34            | 0             | 3             | 0             | 3                 | 0                 | 0                 | 0                 | 37       | 0      | 3           | 0          |
| M. Schleiden   | 0             | 0             | 0             | 0             | 0                 | 0                 | 0                 | 0                 | 0        | 0      | 0           | 0          |
| H. Schütt      | 33            | 1             | 0             | 0             | 2                 | 0                 | 0                 | 0                 | 35       | 1      | 0           | 0          |
| W. Stradt      | 36            | 23            | 2             | 0             | 3                 | 2                 | 1                 | 0                 | 39       | 25     | 3           | 0          |
| C. van Dyk     | 26            | 1             | 0             | 0             | 2                 | 0                 | 0                 | 0                 | 28       | 1      | 0           | 0          |